# 1989 год
1989 (ты́сяча девятьсо́т во́семьдесят девя́тый) год  по григорианскому календарю — невисокосный год, начинающийся в воскресенье. Это 1989 год нашей эры, 9‑й год 9‑го десятилетия XX века 2‑го тысячелетия, 10‑й год 1980‑х годов. Он закончился 36 лет назад.
| Пн | Вт | Ср | Чт | Пт | Сб | Вс |
|    |    |    |    |    |    | 1  |
| 2  | 3  | 4  | 5  | 6  | 7  | 8  |
| 9  | 10 | 11 | 12 | 13 | 14 | 15 |
| 16 | 17 | 18 | 19 | 20 | 21 | 22 |
| 23 | 24 | 25 | 26 | 27 | 28 | 29 |
| 30 | 31 |    |    |    |    |    |

| Пн | Вт | Ср | Чт | Пт | Сб | Вс |
|    |    | 1  | 2  | 3  | 4  | 5  |
| 6  | 7  | 8  | 9  | 10 | 11 | 12 |
| 13 | 14 | 15 | 16 | 17 | 18 | 19 |
| 20 | 21 | 22 | 23 | 24 | 25 | 26 |
| 27 | 28 |    |    |    |    |    |

| Пн | Вт | Ср | Чт | Пт | Сб | Вс |
|    |    | 1  | 2  | 3  | 4  | 5  |
| 6  | 7  | 8  | 9  | 10 | 11 | 12 |
| 13 | 14 | 15 | 16 | 17 | 18 | 19 |
| 20 | 21 | 22 | 23 | 24 | 25 | 26 |
| 27 | 28 | 29 | 30 | 31 |    |    |

| Пн | Вт | Ср | Чт | Пт | Сб | Вс |
|    |    |    |    |    | 1  | 2  |
| 3  | 4  | 5  | 6  | 7  | 8  | 9  |
| 10 | 11 | 12 | 13 | 14 | 15 | 16 |
| 17 | 18 | 19 | 20 | 21 | 22 | 23 |
| 24 | 25 | 26 | 27 | 28 | 29 | 30 |

| Пн | Вт | Ср | Чт | Пт | Сб | Вс |
| 1  | 2  | 3  | 4  | 5  | 6  | 7  |
| 8  | 9  | 10 | 11 | 12 | 13 | 14 |
| 15 | 16 | 17 | 18 | 19 | 20 | 21 |
| 22 | 23 | 24 | 25 | 26 | 27 | 28 |
| 29 | 30 | 31 |    |    |    |    |

| Пн | Вт | Ср | Чт | Пт | Сб | Вс |
|    |    |    | 1  | 2  | 3  | 4  |
| 5  | 6  | 7  | 8  | 9  | 10 | 11 |
| 12 | 13 | 14 | 15 | 16 | 17 | 18 |
| 19 | 20 | 21 | 22 | 23 | 24 | 25 |
| 26 | 27 | 28 | 29 | 30 |    |    |

| Пн | Вт | Ср | Чт | Пт | Сб | Вс |
|    |    |    |    |    | 1  | 2  |
| 3  | 4  | 5  | 6  | 7  | 8  | 9  |
| 10 | 11 | 12 | 13 | 14 | 15 | 16 |
| 17 | 18 | 19 | 20 | 21 | 22 | 23 |
| 24 | 25 | 26 | 27 | 28 | 29 | 30 |
| 31 |    |    |    |    |    |    |

| Пн | Вт | Ср | Чт | Пт | Сб | Вс |
|    | 1  | 2  | 3  | 4  | 5  | 6  |
| 7  | 8  | 9  | 10 | 11 | 12 | 13 |
| 14 | 15 | 16 | 17 | 18 | 19 | 20 |
| 21 | 22 | 23 | 24 | 25 | 26 | 27 |
| 28 | 29 | 30 | 31 |    |    |    |

| Пн | Вт | Ср | Чт | Пт | Сб | Вс |
|    |    |    |    | 1  | 2  | 3  |
| 4  | 5  | 6  | 7  | 8  | 9  | 10 |
| 11 | 12 | 13 | 14 | 15 | 16 | 17 |
| 18 | 19 | 20 | 21 | 22 | 23 | 24 |
| 25 | 26 | 27 | 28 | 29 | 30 |    |

| Пн | Вт | Ср | Чт | Пт | Сб | Вс |
|    |    |    |    |    |    | 1  |
| 2  | 3  | 4  | 5  | 6  | 7  | 8  |
| 9  | 10 | 11 | 12 | 13 | 14 | 15 |
| 16 | 17 | 18 | 19 | 20 | 21 | 22 |
| 23 | 24 | 25 | 26 | 27 | 28 | 29 |
| 30 | 31 |    |    |    |    |    |

| Пн | Вт | Ср | Чт | Пт | Сб | Вс |
|    |    | 1  | 2  | 3  | 4  | 5  |
| 6  | 7  | 8  | 9  | 10 | 11 | 12 |
| 13 | 14 | 15 | 16 | 17 | 18 | 19 |
| 20 | 21 | 22 | 23 | 24 | 25 | 26 |
| 27 | 28 | 29 | 30 |    |    |    |

| Пн | Вт | Ср | Чт | Пт | Сб | Вс |
|    |    |    |    | 1  | 2  | 3  |
| 4  | 5  | 6  | 7  | 8  | 9  | 10 |
| 11 | 12 | 13 | 14 | 15 | 16 | 17 |
| 18 | 19 | 20 | 21 | 22 | 23 | 24 |
| 25 | 26 | 27 | 28 | 29 | 30 | 31 |

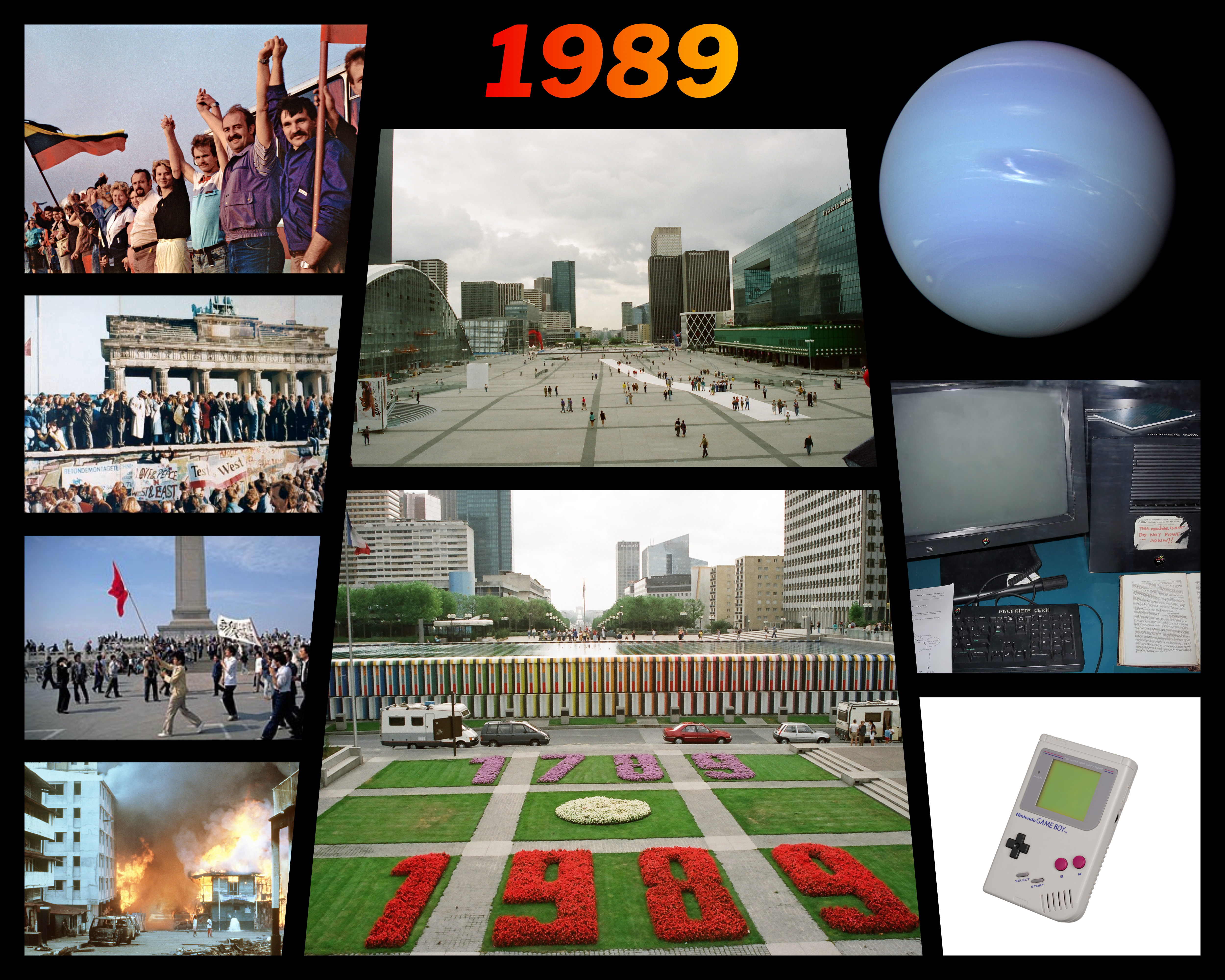

Этот год стал историческим рубежом в связи с волной революций, разрушивших блок Варшавского договора, начавшейся в Польше. Эти события известны под общим названием «Революций 1989 года», обозначивших закат СССР и первенство США в мире после окончания холодной войны.
В США объявлен «годом юного читателя».
Внедрение в СССР одиннадцатилетнего школьного обучения: номера классов, начиная с четвёртого, в очередном учебном году были по всей стране единовременно увеличены на единицу, чтобы освободить номер 4 для первого одиннадцатилетнего потока.

## События

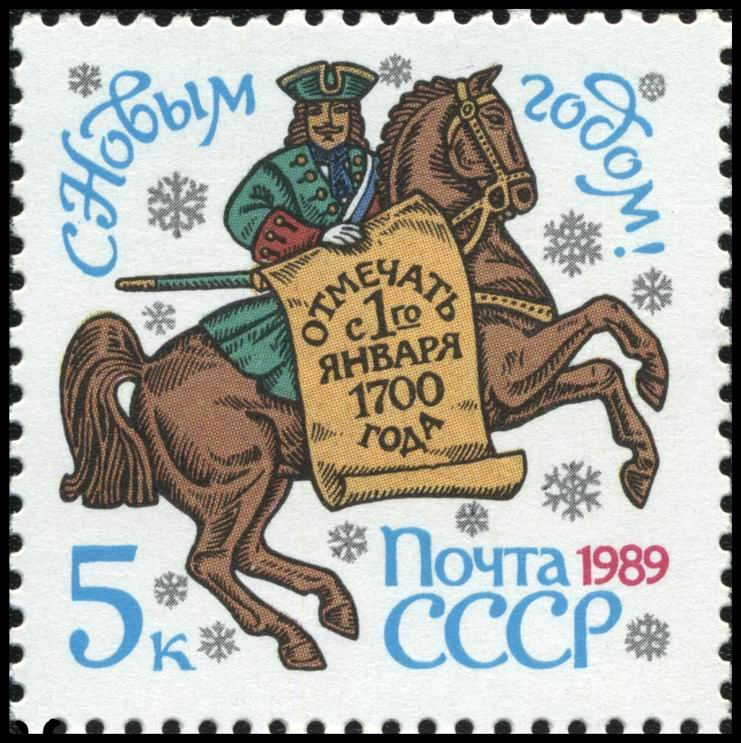
Почтовая марка СССР, 1989 год

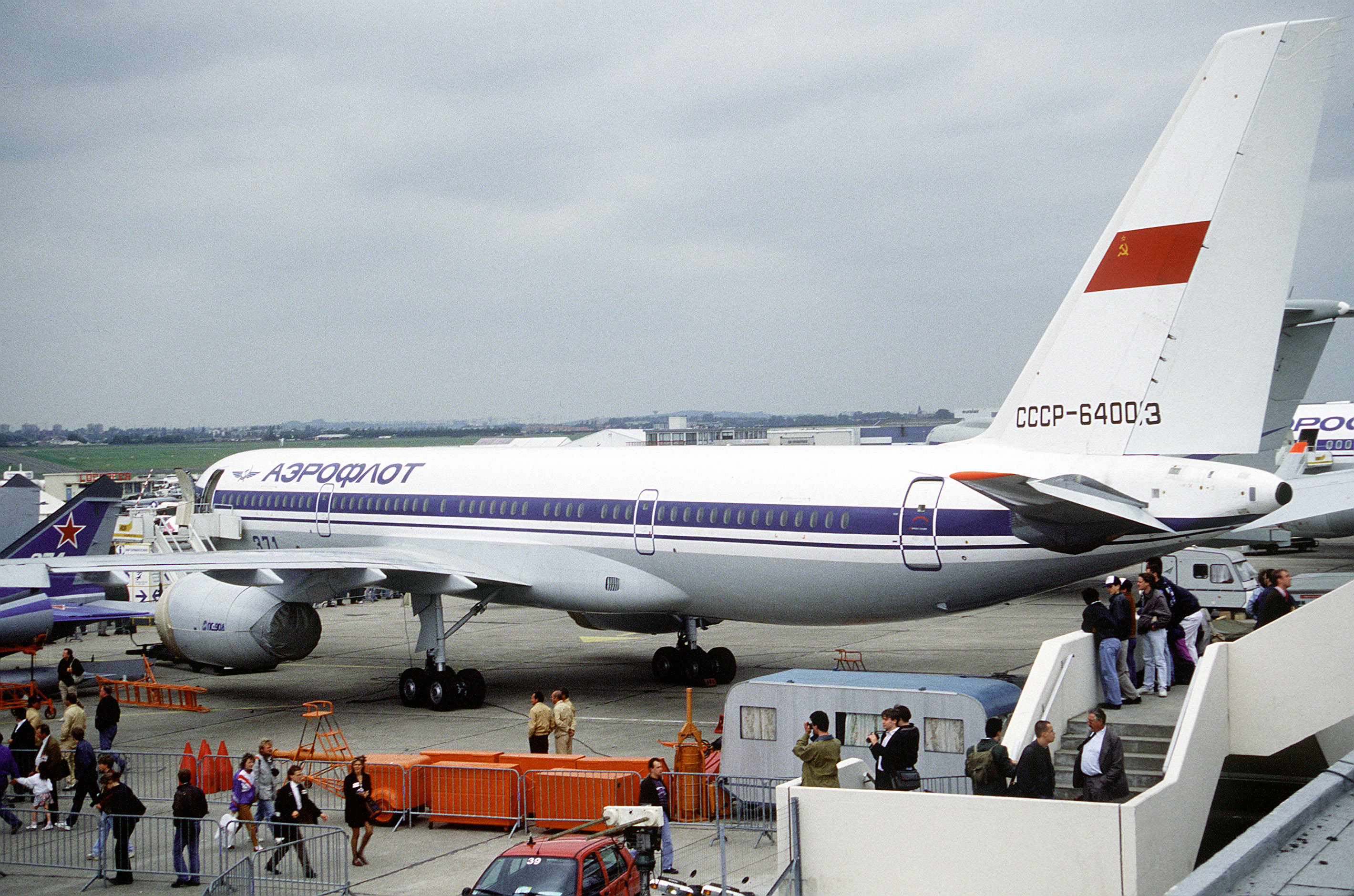
Ту-204

См. также: Категория:1989 год

### Январь
- 1 января — вступил в силу Монреальский протокол по веществам, разрушающим озоновый слой[2].
- 2 января:
  - В СССР совершил первый полёт экономичный среднемагистральный лайнер нового поколения Ту-204[3];
  - В должность вступил президент Шри-Ланки Ранасингхе Премадаса (до 1 мая 1993 года)[4].
- 3 января — в советской газете «Известия» начата публикация коммерческой рекламы[5].
- 4 января — второй инцидент в заливе Сидра. Два ливийских истребителя МиГ-23 сбиты американскими перехватчиками F-14[6].
- 6 января — перестройка в CCCP: Опубликовано постановление ЦК КПСС «О дополнительных мерах по восстановлению справедливости в отношении жертв репрессий, имевших место в период 30—40-х и начала 50-х годов»[4][7].
- 7 января — наследный принц Японии Акихито был провозглашён новым императором. В Японии наступила новая историческая веха эра Хэйсэй[4][5][8].
- 7—8 января — учредительный съезд Интерфронта Латвии[9].
- 7—11 января — в Париже состоялась конференция по химическому оружию. По итогам представители 149 стран подписали декларацию о запрещении использования ядовитых газов, химического и бактериологического оружия[4][5][10].
- 8 января — катастрофа рейса 092 British Middland Airlines, погибли 47 из 126 человек.
- 10 января — Куба начала вывод своих вооружённых формирований из Анголы[4][11].
- 11 января — в Венгрии разрешено создание новых политических партий[4].
- 12—19 января — последняя в истории СССР перепись населения[12].
- 17 января — перестройка в CCCP: отмена наименований в честь А. А. Жданова: метро «Выхино», Таганский район, город Мариуполь, Ленинградский университет и Приморский район Ленинграда[13].
- 18 января — эстонский язык объявлен государственным в Эстонской ССР[14][15].
- 19 января — в Югославии сформировано новое правительство во главе с Анте Марковичем[4].
- 20 января — в должность вступил 41-й президент США Джордж Буш (старший) (до 20 января 1993 года)[4][5].
- 21 января — в СССР на экраны вышел фильм Петра Тодоровского Интердевочка. По итогам года фильм стал лидером советского проката[16].
- 23 января — землетрясение в Гиссарском районе Таджикской ССР (СССР), в результате случившегося оползня погибли 274 человека[4].
- 26 января:
  - В Москве на учредительной конференции создано общество «Мемориал» (возникло как неформальная организация в 1987 году)[9];
  - Литовский язык объявлен государственным в Литовской ССР[14].
- 30 января — президентом Вануату стал Фредерик Тимаката (до 30 января 1994 года)[17].
- Январь — начало экономического кризиса в СССР — падение темпов экономического роста, введение ограничений на вывоз товаров из регионов и начало системы распределения отдельных продовольственных товаров по талонам[9].

### Февраль
- 2 февраля:
  - В должность вступил президент Венесуэлы Карлос Андрес Перес (до 21 мая 1993 года)[4][18];
  - В Вене (Австрия) завершились переговоры между СССР и США о сокращении вооружённых сил в Центральной Европе[9][19].
- 3 февраля:
  - В Парагвае в результате военного переворота свергнут диктатор Альфредо Стресснер, правивший с 1954 года[4][5][20];
  - В ЮАР после волны забастовок Питер Виллем Бота ушёл в отставку с поста лидера правящей партии[4].
- 4 февраля — подписано советско-китайское соглашение о сокращении войск на советско-китайской границе и выводе войск СССР из Монголии.
- 5 февраля:
  - На советском телевидении в эфир впервые вышла Программа «А»[21];
  - В Европе начала работу служба спутникового телевидения Sky Television[англ.].
- 8 февраля — Катастрофа Boeing 707 на Санта-Марии — крупнейшая в истории Португалии (144 погибших).
- 9 февраля — Катастрофа Ту-154 в Бухаресте.
- 10 февраля — в США председателем Национального комитета Демократической партии избран Рон Браун, ставший первым афроамериканцем, возглавившим одну из главных политических партий страны[5].
- 11 февраля — Барбара Клементина Харрис[англ.] стала первой женщиной-епископом Епископальной церкви США[5].
- 14 февраля:
  - Американская химическая компания Union Carbide согласилась выплатить $470 млн правительству Индии в качестве компенсации жертвам Бхопальской катастрофы 1984 года[5];
  - Иранский лидер Рухолла Хомейни призвал мусульман к убийству автора книги «Сатанинские стихи» Салмана Рушди, 24 февраля за его голову объявлена награда в $2,8 млн[4].
- 15 февраля
  - Окончание вывода советских войск из Афганистана[5][9][11][22].
  - На парламентских выборах на Шри Ланке правящая Объединённая национальная партия президента Р. Премадасы получила 50,7 % голосов и 125 из 225 мест в парламенте.
- 17 февраля — главы Марокко, Ливии, Алжира, Туниса и Мавритании подписали соглашение о создании нового экономического блока — Союза арабского Магриба[4][5].
- 18 февраля — президент Афганистана Наджибулла ввёл в стране чрезвычайное положение[4].
- 19 февраля — вблизи Куала-Лумпура разбился самолёт Boeing 747 компании Flying Tiger Line, погибли 4 человека.
- 24 февраля:
  - В Эстонской ССР впервые с 1944 года на башне замка Длинный Герман в Таллине поднят государственный флаг Эстонии;
  - Во время полёта над Тихим океаном у самолёта Boeing 747 открылась дверь грузового отсека. Погибли 9 из 355 человек. Пилоты смогли совершить благополучную посадку в Гонолулу.
- 27—28 февраля — в столице Венесуэлы Каракасе происходят волнения, вызванные неолиберальными реформами правительства. Подавлены полицией и армией.
- 28 февраля — в СССР создано антиядерное движение Невада — Семипалатинск[23].

### Март
- 1 марта:

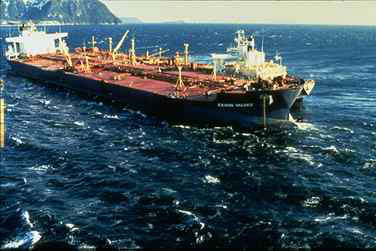
Танкер Exxon Valdez

  - США ратифицировали Бернскую конвенцию по защите авторского права;
  - Власти Сербии ввели в Косово (Югославия) комендантский час из-за угрозы сербскому населению края со стороны албанских сепаратистов.
- 2 марта:
  - Принято совместное постановление ЦК КПСС, Президиума Верховного Совета СССР и Совета Министров СССР о возвращении городу Андропову Ярославской области исторического наименования Рыбинск;
  - 12 стран Европейского сообщества договорились о полном запрещении производства хлорофторуглеродов к 2000 году[5].
- 3 марта — премьер-министр Судана Садык аль-Махди сформировал коалиционное правительство и выдвинул план прекращения гражданской войны[4].
- 4 марта:
  - Объявлено о планах слияния корпораций Time Inc. и Warner Communications и создании корпорации Time Warner. Слияние завершено 10 января 1990 года;
  - Железнодорожная катастрофа[англ.] на станции Парли, Лондон. 5 человек погибло, 94 — ранено;
  - В Австралии впервые проведены выборы в Австралийской столичной территории (Канберра).
- 4—5 марта — состоялся учредительный съезд Интерфронта Эстонской ССР[9][24].
- 7 марта:
  - Иран разорвал дипломатические отношения с Великобританией из-за дела Салмана Рушди[4][5];
  - Правительство Китая ввело в Лхасе (Тибет) военное положение[4].
- 10 марта — Катастрофа Fokker F28 под Драйденом: сразу же после взлёта самолёт компании Air Ontario упал на лес. Погибли 23 из 69 человек на борту.
- 13 марта:
  - В Канаде геомагнитная буря привела к отказу электроэнергетической системы Квебека (так называемое Квебекское событие). 6 млн человек в течение 9 часов оставались без электричества. Также сбои произошли на северо-востоке США и в Швеции. Полярное сияние наблюдалось вплоть до Техаса;
  - 28-й старт (STS-29) по программе Спейс Шаттл. 8-й полёт шаттла Дискавери. Экипаж — Майкл Коутс, Джон Блаха, Джеймс Бейгиан, Джеймс Бэчли, Роберт Спрингер.
- 14 марта — Гражданская война в Ливане: христианский генерал Мишель Аун объявил «освободительную войну» за очищение Ливана от сирийских войск и их союзников.
- 14—19 марта — в Париже прошёл Чемпионат мира по фигурному катанию.
- 17 марта — в Павии (Италия) обрушилась башня XIV века, 4 человека погибло.
- 22 марта:
  - Астероид 4581 Асклепий приблизился к Земле на расстояние 680 тысяч км;
  - Физики Стэнли Понс и Мартин Флейшман (Университет Юты, США) объявили, что им удалось получить холодную плазму. Впоследствии сообщение не подтвердилось[5].
- 24 марта — нефтяной танкер Exxon Valdez потерпел крушение у побережья Аляски, в море попало около 41 тысячи тонн нефти (27 марта власти США объявили чрезвычайное положение)[4][25].
- 26 марта:
  - Первые в истории СССР частично свободные и альтернативные парламентские выборы (выборы делегатов на съезд народных депутатов СССР). Депутатами избраны оппозиционные кандидаты Б. Н. Ельцин, А. Д. Сахаров и др[4][5][9][11][26]. В СССР появляется публичная политика;
  - Соломон Мамалони, новый премьер-министр Соломоновых Островов (с 28 марта[27]), объявил о намерении превратить их в республику[4].
- 29 марта — 61-я церемония кинопремии Оскар, лучшим фильмом признан Человек дождя[28].
- 31 марта — впервые советский хоккеист (Сергей Пряхин) официально принял участие в матче НХЛ.

### Апрель
- 4 апреля:

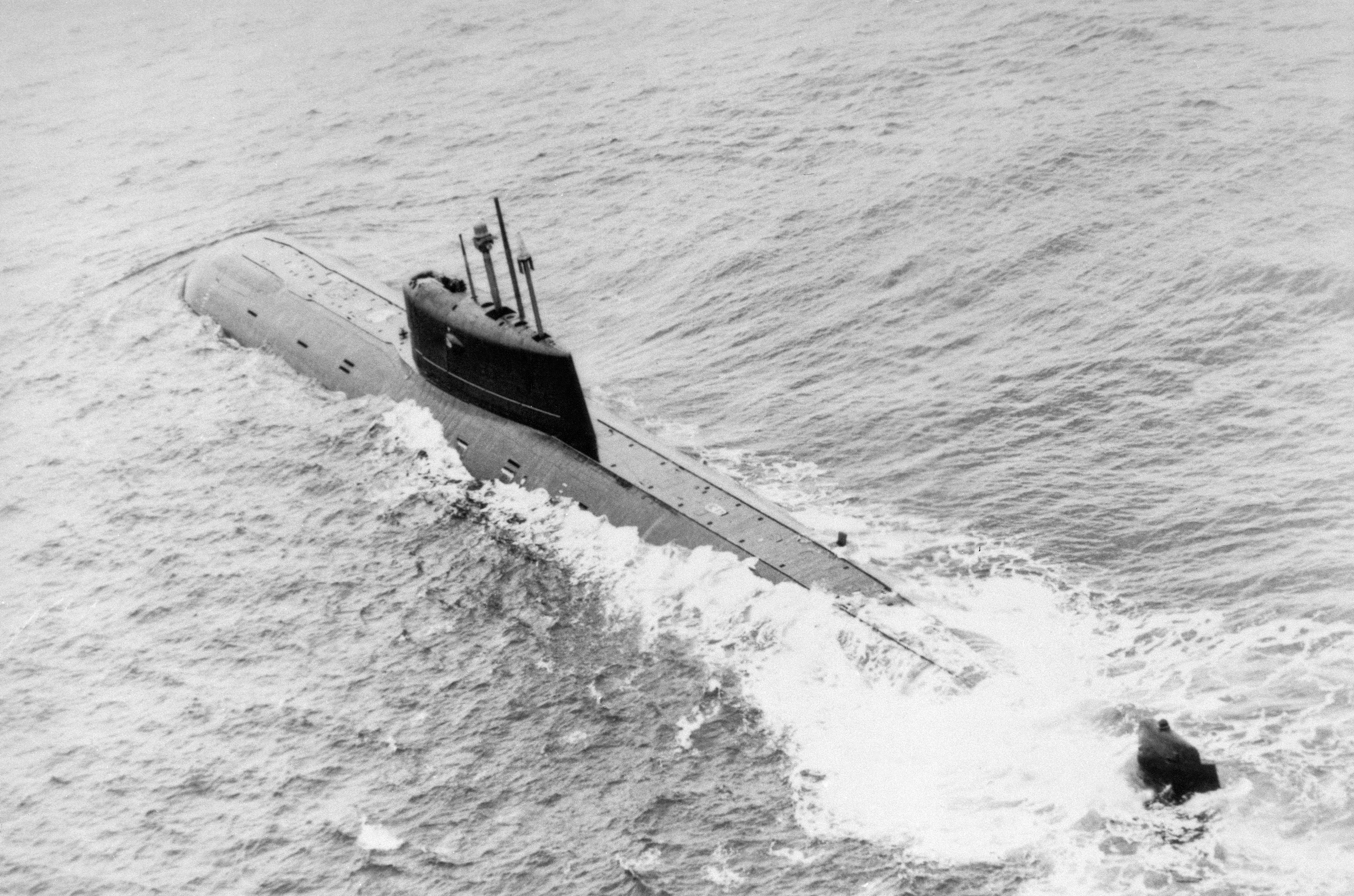
Советская подводная лодка К-278 Комсомолец

  - В должность вступил новый президент Мальты Ченсу Табоне (до 4 апреля 1994 года)[29];
  - В Брюсселе (Бельгия) отмечена 40-я годовщина создания НАТО.
- 5 апреля — начало процесса мирной смены власти в Польше. Лех Валенса и представители польского правительства подписали Соглашение о политических и экономических реформах[4][5][30].
- 7 апреля — советская атомная подводная лодка К-278 «Комсомолец» затонула в результате пожара в Норвежском море, погибли 42 моряка[5][31].
- 9 апреля — в Тбилиси советскими войсками с применением силы разогнан митинг, на котором присутствовало более 60 тысяч человек, погибли 16 человек, сотни были ранены. Митингующие требовали независимости Грузии[9][11][32][33][34].
- 10 апреля — в США начато производство процессора Intel 80486.
- 14 апреля — в США арестовано руководство ссудно-сберегательной ассоциации Lincoln Savings and Loan Association, что ознаменовало пик кризиса ссудно-сберегательной системы США, который стоил налогоплательщикам почти $200 млрд, и многим вкладчикам их сбережений.
- 15 апреля:
  - На стадионе «Хиллсборо» в Шеффилде в давке перед матчем между «Ливерпулем» и «Ноттингем Форест» погибли 96 болельщиков, а сотни других получили ранения[35];
  - В Швеции начался Чемпионат мира по хоккею с шайбой (до 1 мая). По итогам чемпионата победу одержала сборная СССР.
- 17 апреля:
  - В Польше разрешена деятельность независимого профсоюза «Солидарность»[4][5];
  - На месте временного посёлка гидростроителей основан город-спутник Богучанской ГЭС — Кодинск.
- 18 апреля — Распад СССР: Верховный Совет Литовской ССР провозгласил государственный суверенитет республики[36].
- 20 апреля — дебаты в НАТО по поводу модернизации ракет малой дальности. Несмотря на позицию США и Великобритании, канцлер ФРГ Гельмут Коль высказался за отсрочку.
- 21 апреля — в Пекине на площади Тяньаньмэнь собралось около 100 тысяч студентов в связи с кончиной лидера китайских реформ Ху Яобана[5][11].
- 25 апреля:
  - Перестановки в руководстве СССР. На пленуме из ЦК КПСС выведено 74 члена ЦК и 24 кандидата в члены ЦК. Критика курса М. С. Горбачёва консерваторами[37];
  - Начался первый этап частичного вывода советских войск из Венгрии;
  - В связи со скандалом, связанным со взятками, ушёл в отставку премьер-министр Японии Нобору Такэсита. Новым премьер-министром назначен Сосукэ Уно[4][8].
  - Смена власти в Малайзии, 9-м главой государства стал султан Перака Азлан Мухибуддин Шах[38];
  - Motorola представила самый маленький и лёгкий на то время мобильный телефон Motorola MicroTAC.
- 26 апреля:
  - Антисенегальские выступления в Мавритании привели к гибели 400 человек (28 апреля ответные акты насилия были совершены в Сенегале)[4];
  - На Бангладеш обрушился торнадо Даулатпур-Сатурия, самый смертоносный из зарегистрированных в истории, погибли около 1300 человек[5].
- 27 апреля — приземление корабля Союз ТМ-7. Экипаж посадки — А. А. Волков, С. К. Крикалёв и В. В. Поляков
- 30 апреля — Ленинградское телевидение впервые показывает трансляцию пасхальной службы из Николо-Богоявленского собора.

### Май
- 1 мая:
  - Народная Республика Кампучия изменила название на Государство Камбоджа[39];
  - Первая «брешь» в железном занавесе: Венгерская Народная Республика сняла колючую проволоку на границе с Австрией[4];
  - Катастрофа Ан-2 в Сеченово.
- 2 мая — советский хоккеист Александр Могильный совершил побег в США.
- 3 мая:
  - Начало всеобщей забастовки в НКАО. Начало кампании митингов и демонстраций в Армянской ССР. Митингующие требовали передачи Нагорного Карабаха Армении;
  - Первая отставка правительства по экологическим причинам. Правительство Нидерландов во главе с Руудом Любберсом ушло в отставку из-за отказа либеральных демократов поддержать предложение о выделении средств на проведение мер по снижению загрязнения окружающей среды[4].
- 4 мая — 29-й старт (STS-30) по программе Спейс шаттл. 4-й полёт шаттла Атлантис. Экипаж — Дэвид Уолкер, Рональд Грэйб, Норман Тагард, Мэри Клив, Марк Ли.
- 6 мая — на конкурсе Евровидение победила югославская группа «Riva» с песней Rock me.
- 11 мая — начался вывод части советских войск из ГДР[40].
- 12 мая — железнодорожная катастрофа в Сан-Бернардино: тяжёлый поезд, выйдя из-под контроля машиниста, разогнался на крутом уклоне, после чего на скорости свыше 160 км/ч сошёл с рельсов и врезался в жилые дома[41].
- 14 мая — второй тур выборов народных депутатов СССР[9].
- 15 мая — начался поэтапный вывод части советских войск из Монголии[40].
- 15—18 мая — советский лидер Михаил Горбачёв посетил Китай (первый визит советского руководителя в Китай с 1960-х годов)[5][42].
- 18 мая — декларация Верховного Совета Литовской ССР о суверенитете[9].
- 19 мая — в Москве впервые избрана «Мисс СССР». Ей стала 17-летняя москвичка Юлия Суханова[43].
- 20 мая — советский лётчик Александр Зуев угнал истребитель МиГ-29 в Турцию[44].
- 21 мая — перестройка в СССР: 150-тысячный митинг оппозиции в Москве на стадионе Лужники, начало серии митингов[45].
- 23 мая — перестройка в СССР: указ о восстановлении советского гражданства режиссёра Юрия Любимова.
- 25 мая — в Москве открылся I Съезд народных депутатов СССР (до 9 июня). В соответствии с конституционной реформой Михаил Горбачёв на альтернативной основе избран на пост Председателя Верховного Совета СССР — главы государства[5][9][11][46][47].
- 27 мая — на заседании I Съезда народных депутатов СССР депутат Юрий Афанасьев впервые назвал часть депутатов съезда агрессивно-послушным большинством. Выражение было подхвачено СМИ и стало распространённым.
- 28 мая — митинги в Армянской ССР и провозглашение государственного суверенитета Армении[9].
- 29 мая — в Афинах (Греция) начался чемпионат Европы по боксу (до 3 июня).

### Июнь
- 1 июня — вступил в должность президент Сальвадора Альфредо Кристиани (до 1 июня 1994 года)[48].
- 3 июня
  - Умер лидер Ирана аятолла Хомейни[4].
  - В Торонто (Канада) открыт стадион SkyDome (с 2005 года называется Rogers Centre).
- 3—10 июня — погромы турок-месхетинцев в Ферганской долине. По официальным данным погибли 103 человека (52 турка-месхетинца и 36 узбеков)[9][11][46][49][50].
- 4 июня:
  - Около Уфы в результате взрыва газопровода сгорели два пассажирских поезда. Погибли 573 человека, более 670 были ранены[5][51][52];
  - В Пекине при помощи танков разогнана студенческая демонстрация на площади Тяньаньмэнь. По различным оценкам погибли от нескольких сотен до нескольких тысяч человек[4][5][11];
  - На парламентских выборах в Польше победила «Солидарность». Первая из антикоммунистических революций 1989 года в Восточной Европе[4][5][9][11][53].
- 7 июня:
  - Авиакатастрофа в Парамарибо (Суринам) рейса Surinam Airways Flight PY764, погибли 176 человек из 187 находившихся на борту[5][54];
  - В Атлантическом океане в 970 км к западу от Бреста обнаружены останки немецкого линкора Бисмарк, затонувшего в 1941 году.
- 9—18 июня — во Франции прошёл 38-й международный авиасалон в Ле-Бурже. В советской экспозиции впервые представлены военные самолёты — Су-27 и МиГ-29. Во время выставки советский лётчик Виктор Пугачёв на самолёте Су-27 продемонстрировал новую фигуру пилотажа — «кобру»[55]. 8 июня на выставке разбился советский истребитель МиГ-29. Пилот Анатолий Квочур успешно катапультировался.
- 11 июня — в Ирландии, впервые со времени получения независимости в 1922 году, учебным заведениям присвоен статус университетов. Образованы Городской университет Дублина и Лимерикский университет[56][57].
- 12 июня — Председатель Президиума Верховного Совета СССР Михаил Горбачёв и канцлер ФРГ Гельмут Коль подписали в Бонне документ, декларировавший право восточноевропейских государств самим решать, какая политическая система будет определяющей в их странах[4].
- 16 июня — в Будапеште 250 000 человек приняли участие в перезахоронении Имре Надя, премьер-министра, казнённого в 1958 году за роль в антисоветском восстании 1956 года[5][58].
- 17 июня:
  - В городе Новый Узень Казахской ССР произошли столкновения на межэтнической почве между местными жителями и выходцами с Кавказа. 4 человека погибло. 22 июня первым секретарём ЦК КП Казахстана назначен Нурсултан Назарбаев вместо Г. В. Колбина[49][59][60];
  - Катастрофа Ил-62 в Берлине, 22 погибших.
- 18 июня — Бирма изменила название на Мьянма[61].
- 23 июня
  - Смена власти в КНР: после отстранения от власти Чжао Цзыяна Генеральным секретарём ЦК КПК стал Цзян Цзэминь (до 15 ноября 2002 года)[62].
  - В США на экраны вышел фильм Бэтмен.
- 27—30 июня — в штаб-квартире ЮНЕСКО в Париже состоялась 13-я сессия Комитета Всемирного наследия. В список было добавлено 8 новых объектов[63].
- 30 июня:
  - В Судане свергнуто правительство Садыка аль-Махди. Государство возглавил Омар аль-Башир[4][64];
  - перестройка в СССР: секретариат Союза писателей СССР принял решение о восстановлении членства и публикации произведений А. И. Солженицына.

### Июль

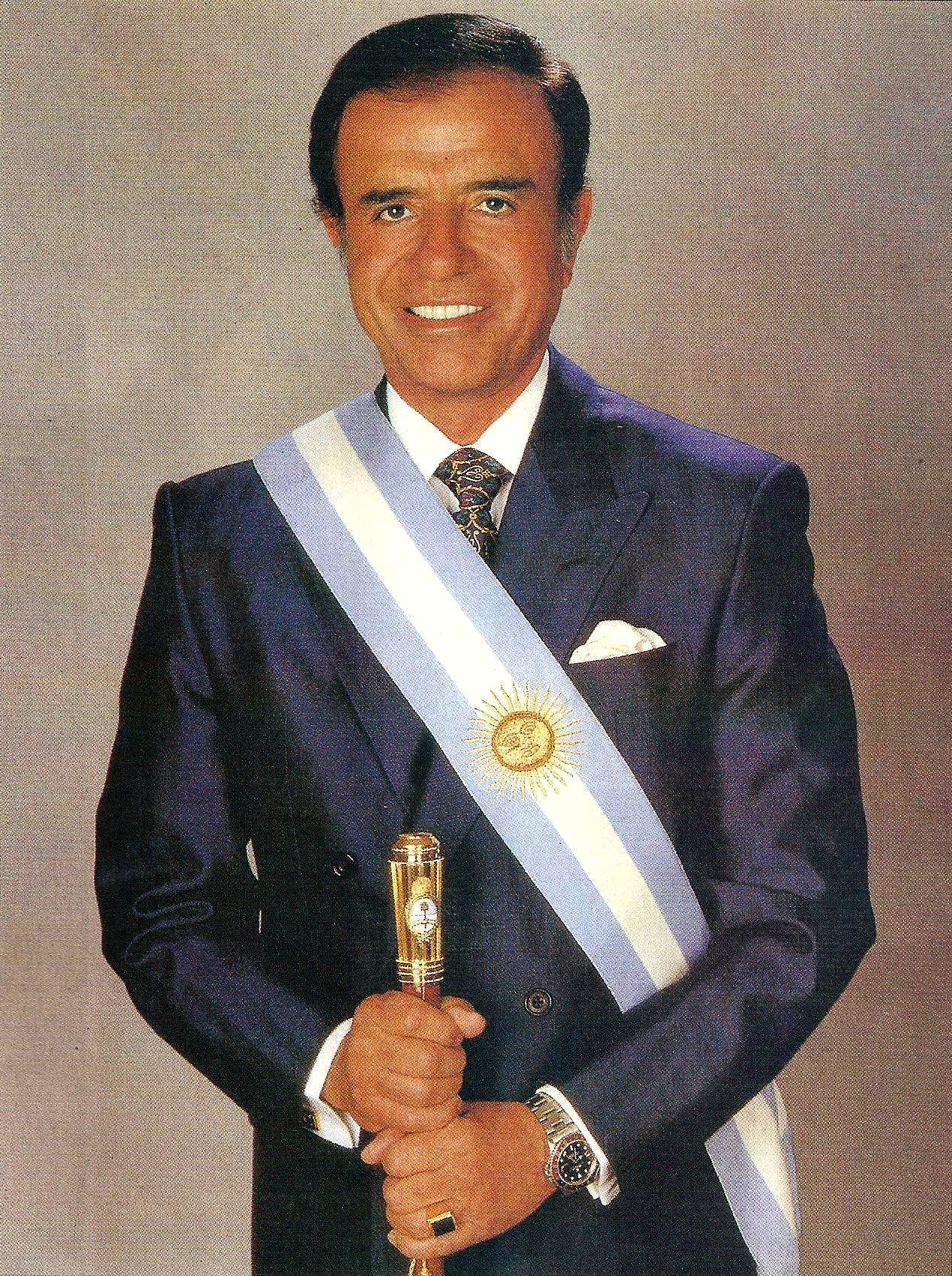
Карлос Менем — президент Аргентины

- 1—8 июля — в Пхеньяне (КНДР) прошёл XIII Всемирный фестиваль молодёжи и студентов.
- 2 июля:
  - Смена руководства Греции, после отставки премьер-министра Андреаса Папандреу правительство возглавил Дзаннис Дзаннетакис[65];
  - В Ганновере (ФРГ) боевики ИРА взорвали автомобиль, начинённый взрывчаткой. Это первый взрыв из серии взрывов, которые террористы организовали в ФРГ, в местах дислокации британских войск[4].
- 4 июля — в Бельгии потерпел катастрофу советский истребитель МиГ-23. Самолёт совершил вылет с территории Польши, после отказа авиационной техники лётчик катапультировался, а неуправляемая машина пролетела около 900 км над территорией ГДР, ФРГ, Нидерландов и упала на жилой дом возле франко-бельгийской границы. На земле погиб один человек[5].
- 7 июля:
  - На I Съезде народных депутатов СССР сформирована первая оппозиционная официальному курсу фракция — Межрегиональная депутатская группа;
  - Открылся XVI Московский кинофестиваль. Впервые на фестивале вручён приз «Золотой Георгий», его получил фильм Похитители мыла (Италия).
- 8 июля — в должность вступил новый президент Аргентины Карлос Менем (до 9 декабря 1999 года)[5].
- 9—12 июля — во время визита в Польшу и Венгрию президент США Джордж Буш пообещал оказать этим странам экономическую помощь.
- 11 июля — с шахтёрской забастовки в Кузбассе[66] начались забастовки шахтёров по всей стране. Первые массовые забастовки в СССР[9][58][67].
- 14—16 июля — в Париже состоялся 15-й ежегодный саммит «Большой Семёрки».
- 15 июля — начало грузино-абхазских столкновений в Сухуми (Абхазская АССР), погибли 12 человек[49].
- 16 июля — учреждён Народный Фронт Азербайджана.
- 17 июля — Ватикан и Польская Народная Республика установили дипломатические отношения.
- 18 июля — в СССР начат серийный выпуск автобуса «ЛиАЗ-5256»[68].
- 19 июля:
  - В Польше Войцех Ярузельский на сессии сейма избран президентом страны (выборы были безальтернативными, решение было принято с перевесом в один голос)[4][69][70];
  - Катастрофа рейса 232 United Airlines в США, лайнер Douglas DC-10 компании United Airlines разбился в Су-Сити (Айова), погибли 112 человек из 296 летевших на борту[5].
- 20 июля — в Бирме помещена под домашний арест лидер оппозиции Аун Сан Су Чжи[5].
- 22 июля:
  - Приступило к работе новое правительство Италии во главе с Джулио Андреотти (до 24 апреля 1992 года)[71];
  - Таджикский язык объявлен государственным в Таджикской ССР[14].
- 23 июля — в Японии прошли выборы в верхнюю палату парламента, впервые с 1955 года ЛДПЯ получила только 109 мест из 252.
- 26 июля — в США студенту Роберту Моррису предъявлено обвинение в создании и запуске компьютерного червя, названного его именем.
- 27 июля:
  - В СССР представлен прототип легкового автомобиля нового поколения ВАЗ-2110;
  - Катастрофа DC-10 в Триполи, погибли 79 человек.
- 28 июля:
  - Верховный Совет Латвийской ССР провозгласил государственный суверенитет республики[72][73];
  - Президентом Ирана избран Али Акбар Хашеми Рафсанджани, получивший 94,5 % голосов (вступил в должность 3 августа; до 3 августа 1997 года)[4][74].
- 29 июля — в результате тайфуна «Джуди» в Приморском крае погибли 15 человек, прервано железнодорожное сообщение по Транссибу, затоплено 120 тысяч га земли, включая 109 населённых пунктов, повреждено около двух тысяч домов, размыто 2678 мостов и 1340 км дорог, пострадало 70 км линий электропередачи, 600 км телефонных сетей, утонуло 75 тысяч голов крупного рогатого скота[75].

### Август

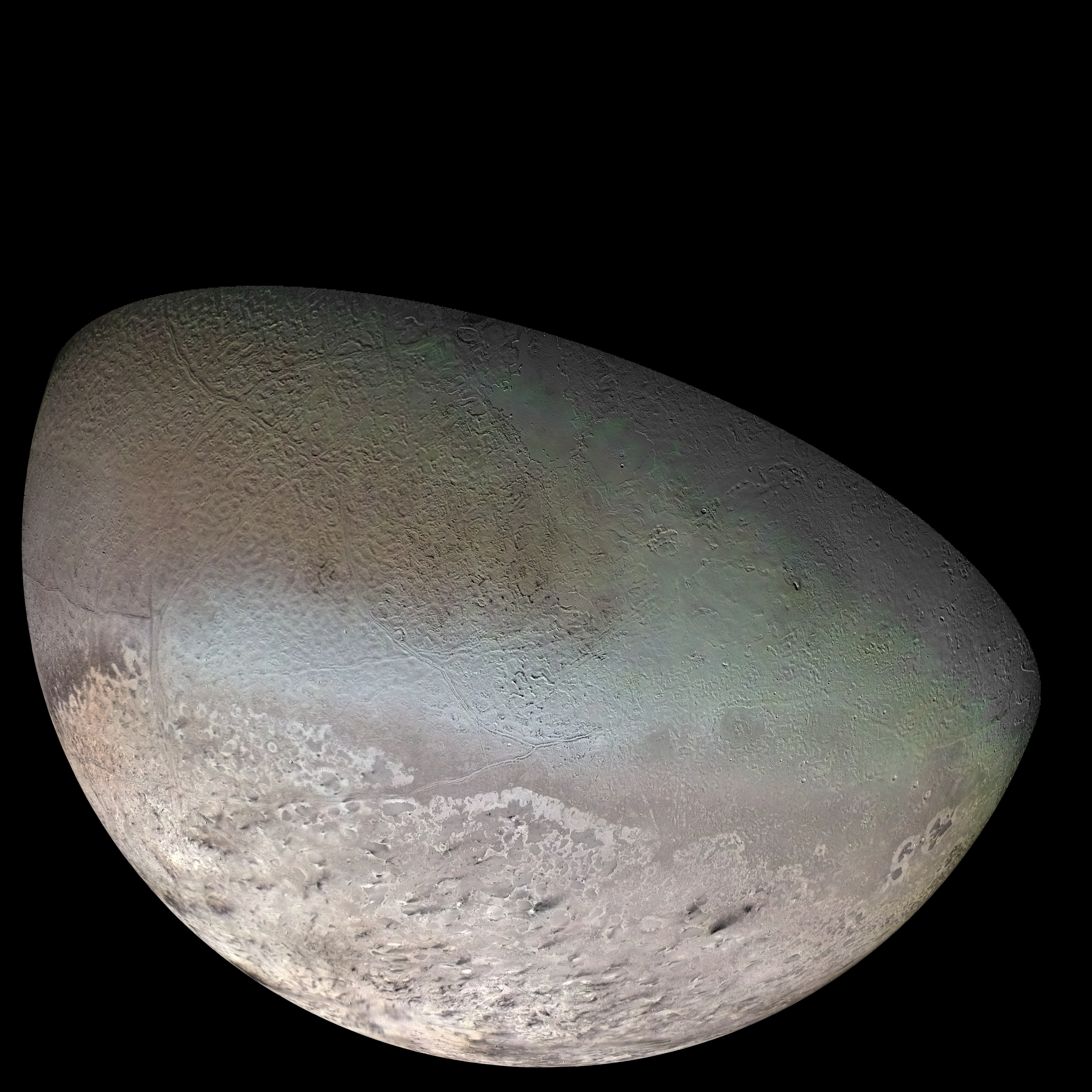
Снимок Тритона, спутника Нептуна, сделанный Вояджером-2

- 1 августа — в Польше отменено государственное регулирование цен на продукты питания, после чего цены на продовольствие выросли более чем на 500 %[4].
- 6 августа — в должность вступил новый президент Боливии Хайме Пас Самора (до 6 августа 1993)[76].
- 7 августа — в Новой Зеландии Дэвид Лонги ушёл в отставку с поста премьер-министра. Новым главой правительства стал Джеффри Палмер (до 4 сентября 1990)[4][77].
- 8 августа:
  - В результате скандала на сексуальной почве ушёл в отставку премьер-министр Японии Сосукэ Уно. Новым премьер-министром был назначен Тосики Кайфу (до 5 ноября 1991)[4][8];
  - 30-й старт (STS-28) по программе Спейс Шаттл. 8-й полёт шаттла Колумбия. Экипаж — Брюстер Шоу, Ричард Ричардс, Джеймс Адамсон, Дэвид Листма, Марк Браун. Полёт для министерства обороны США.
- 12-13 августа — в Москве на стадионе Лужники состоялся Московский международный фестиваль мира, первый международный рок-фестиваль в СССР с участием звёзд мировой величины.
- 15 августа — на базе министерства газовой промышленности СССР создан концерн «Газпром».
- 18 августа — Луис Карлос Галан, лидер президентской гонки на пост президента Колумбии, убит около Боготы[78].
- 19 августа:
  - В Польше впервые с 1947 года сформировано некоммунистическое правительство во главе с Тадеушем Мазовецким, представителем профсоюза «Солидарность»[4][5][70][79];
  - Европейский пикник: в рамках разрядки отношений на несколько часов была открыта граница между Австрией и Венгрией. Сотни жителей ГДР использовали эту возможность для побега на Запад.
- 23 августа:
  - В 50-ю годовщину подписания советско-германского пакта состоялась акция «Балтийский путь», в ходе которой жители Литвы, Латвии и Эстонии (около двух миллионов человек) выстроили живую цепь длиной почти в 600 км — самая большая живая цепь в мире[4][58][67];
  - Венгерская Народная Республика открыла границу с Австрией;
  - Всеобщая забастовка[англ.] пилотов внутренних авиалиний в Австралии.
- 24 августа — Вояджер-2 приблизился на минимальное расстояние к планете Нептун и её спутнику Тритон[5].
- 25 августа — над Гималаями исчез самолёт Fokker F27 компании PIA с 54 людьми на борту.
- 31 августа — молдавский язык объявлен государственным в Молдавской ССР. Одновременно на территории Молдавии был отменён кириллический алфавит и введено румынское правописание на латинице для молдавского языка[14][80].

### Сентябрь
- 1 сентября — США разорвали дипломатические отношения с Панамой[4].
- 3 сентября:
  - Катастрофа авиалайнера Ил-62 кубинской авиакомпании Cubana de Aviacion. Самолёт разбился сразу после вылета из аэропорта Гаваны в плохих погодных условиях. Погибли 126 человек на борту самолёта и ещё 45 на земле[5];
  - Катастрофа Boeing 737 под Сан-Жозе-ду-Шингу, 13 погибших.
- 5 сентября — в СССР осуществлён запуск космического корабля «Союз ТМ-8» (приземление 19 февраля 1990 года). Экипаж старта и посадки — Александр Викторенко и Александр Серебров. 8 сентября осуществлена стыковка космического корабля с орбитальным комплексом «Мир».
- 6 сентября:
  - В ЮАР прошли всеобщие выборы (последние выборы при апартеиде), в результате которых количество мест в парламенте от Национальной партии сократилось;
  - В Нидерландах на парламентских выборах больше всех голосов набрали христианские демократы во главе с Руудом Любберсом (7 сентября они сформировали коалиционное правительство вместе с представителями Партии труда)[4].
- 8 сентября:
  - Учреждён Народный Рух Украины[81];
  - В Северное море упал самолёт Convair 580 норвежской компании Partnair, погибли 55 человек.
- 10 сентября — правительство Венгрии открыло западную границу для беглецов из ГДР[4][5][82].
- 11 сентября — в Норвегии парламентские выборы прошли по новой системе, которая предоставила большие преимущества малочисленным партиям (16 октября начало работу коалиционное правительство, во главе с консерваторами)[4].
- 11 сентября — перестройка в СССР: указом Президиума Верховного Совета РСФСР отменена статья 70 УК РСФСР «Антисоветская агитация и пропаганда».
- 14 сентября — в Намибию после почти 30-летнего изгнания вернулся Сэм Нуйома, председатель Народной организации Юго-Западной Африки[4].
- 15 сентября — Инцидент с NOAA 42 в урагане Хьюго.
- 17 сентября — в Москве, СССР начался V чемпионат мира по боксу (до 1 октября).
- 19 сентября — катастрофа рейса 772 французской авиакомпании Union de transports aériens. Лайнер DC-10 взорвался в воздухе над пустыней Тенере (Нигер). Погибли 170 человек. Теракт был организован ливийскими террористами[5].
- 20 сентября:
  - Президентом ЮАР стал Фредерик де Клерк (до 10 мая 1994 года)[5][83][84];
  - Катастрофа Boeing 737 в аэропорту Ла Гуардия.
- 21 сентября:
  - Президиум Верховного Совета СССР принял указ об отмене указа Президиума Верховного Совета СССР от 20 февраля 1978 года о награждении Леонида Ильича Брежнева орденом «Победа»;
  - На Южную Каролину, США обрушился ураган Хьюго, ущерб составил $7 млрд.
- 22 сентября — боевики ИРА взорвали бомбу в музыкальной школе Королевской морской пехоты в Диле, Великобритания, 11 человек погибло, 22 — ранено.
- 23 сентября — Верховным Советом Кыргызской ССР был принят закон «О государственном языке Кыргызской ССР», тем самым киргизский язык объявлен государственным в Кыргызской ССР.
- 23 сентября — азербайджанский язык объявлен государственным в Азербайджанской ССР[14].
- 24 сентября — в Ливане, под эгидой Лиги арабских государств, заключено соглашение о прекращении огня[4].
- 26 сентября — Вьетнам объявил о завершении вывода своих войск с территории Кампучии[4].
- 27 сентября — 1 октября — в Сараево, Югославия начался XIV Чемпионат мира по художественной гимнастике.
- 27 сентября — парламент Социалистической Республики Словении одобрил поправки к конституции, которые дали ей право на выход из состава Социалистической Федеративной Республики Югославия.
- 28 сентября
  - Авиакатастрофа «Ан-32» в Черниговской области, погибли 9 человек, а также груз в виде ракет класса «воздух-воздух»[85].
  - «Падение Ельцина с моста»[86].

### Октябрь

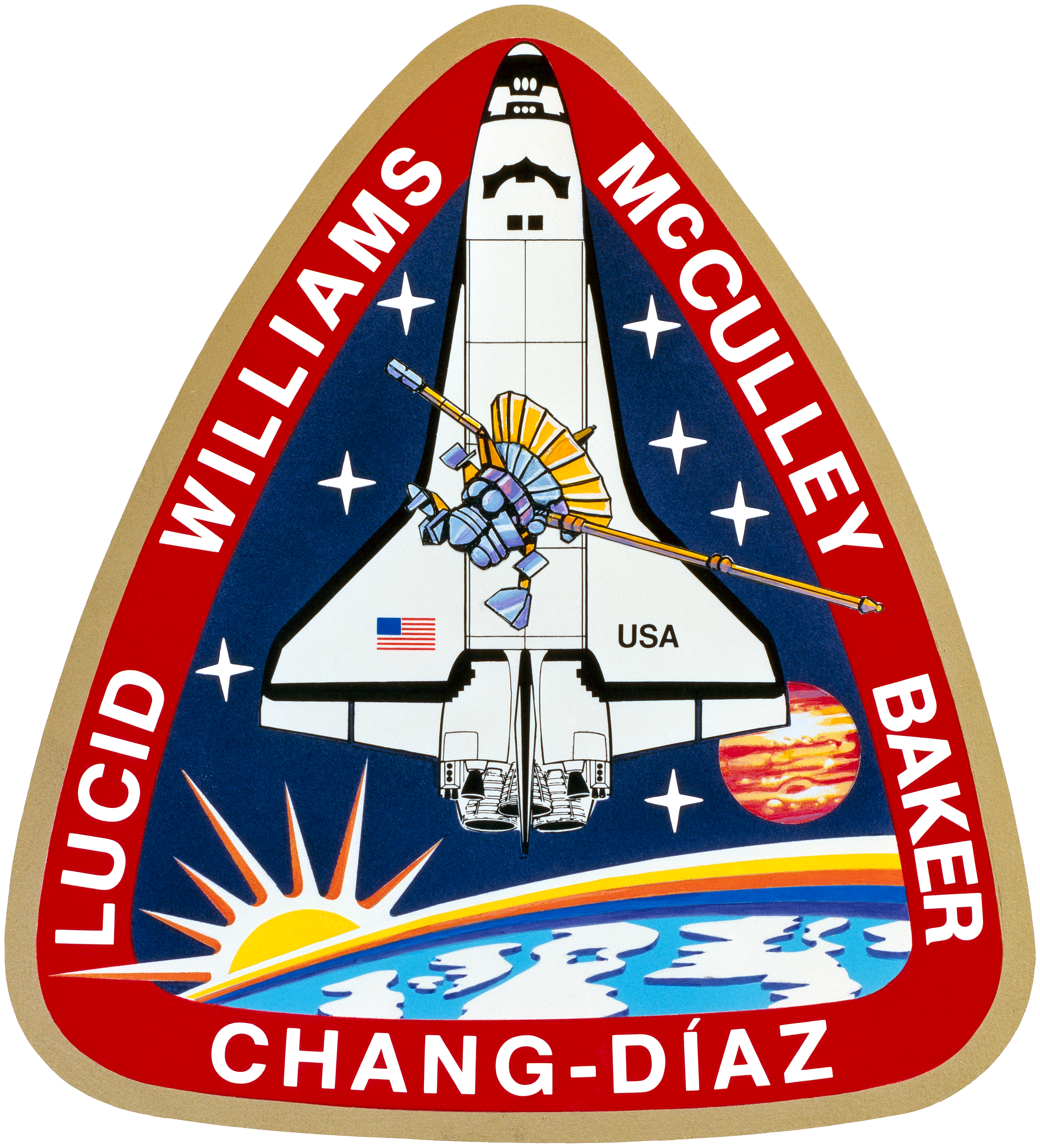
Эмблема космической миссии STS-34

- 5 октября — Верховный Совет Азербайджанской ССР провозгласил государственный суверенитет республики.
- 6—9 октября — в Будапеште состоялся так называемый Съезд «89» Венгерской социалистической рабочей партии. Без официального объявления о самороспуске ВСРП, на её базе была создана Венгерская социалистическая партия[87].
- 8 октября — Распад СССР: Народный фронт Латвии объявил о своём намерении добиваться выхода Латвийской ССР из состава СССР и создания независимого государства.
- 9 октября:
  - Перестройка в СССР: принят закон о порядке разрешения трудовых споров, признающий право трудящихся на забастовку[9][88][89];
  - Первый сеанс Анатолия Кашпировского по ЦТ СССР[90].
- 11 октября — польские власти открыли границу с ГДР и объявили о своей готовности принять беженцев[4].
- 12 октября — столкновение Ан-12 и Су-24 в Кировабаде.
- 13 октября — Пятничный биржевой мини-крах[англ.] Промышленный индекс Доу Джонса упал на 6,91 % до отметки 2569,26, в основном из-за краха рынка высокопроцентных кредитов[5].
- 16 октября — приступило к работе новое правительство Норвегии во главе с Яном Пером Сюсе (до 3 ноября 1990 года)[5][91].
- 17 октября — 16 ноября — в Париже (Франция) открылась 25-я сессия Генеральной конференции ЮНЕСКО (до 16 ноября)[92]. На сессии были приняты Конвенция о техническом и профессиональном образовании (10 ноября) и Севильская декларация о насилии.

17 ноября — землетрясение Лома-Приета магнитудой 7,1 в Северной Калифорнии (США). Погибли 67 человек.
- 18 октября:
  - Эрих Хонеккер ушёл в отставку с поста Генерального секретаря ЦК СЕПГ[4][5][58][93][94]. 22 октября он также оставил пост председателя Государственного совета ГДР (формального главы государства). На этих постах его сменил Эгон Кренц (соответственно до 3 и 6 декабря);
  - 31-й старт (STS-34) по программе Спейс шаттл. 5-й полёт шаттла Атлантис. Экипаж — Дональд Уильямс, Майкл МакКулли, Шеннон Лусид, Франклин Чанг-Диаз, Эллен Бейкер. С борта корабля Атлантис запущен космический аппарат «Галилео»;
  - Под Баку разбился транспортный самолёт Ил-76, перевозивший десантников, возвращавшихся после выполнения задания в зоне армяно-азербайджанского конфликта. Погибли все находившиеся на борту — 9 членов экипажа и 48 десантников.
- 20 октября — катастрофа Ил-76 под Ленинаканом, погибли 15 человек.
- 21 октября — Катастрофа Boeing 727 под Тегусигальпой — крупнейшая в Центральной Америке (131 погибший).
- 23 октября:
  - Венгерская Народная Республика изменила название на Венгерская Республика[4][5][58][95]. Временным президентом Венгрии стал Матьяш Сюрёш (до 2 мая 1990 года)[96];
  - Серия взрывов на химическом заводе в Пасадине (Техас, США). Погибли 23 человека, ранено 314.
- 25 октября — Холодная война: официальный отказ СССР от «доктрины Брежнева». Пресс-атташе МИД СССР Геннадий Герасимов заявил, что Советский Союз не намерен более вмешиваться во внутренние дела других стран («доктрина Синатры»).
- 26 октября — Катастрофа Ан-26 под Петропавловском-Камчатским — крупнейшая на Камчатке (37 погибших).
- 28 октября — украинский язык объявлен государственным в Украинской ССР[14].
- 29 октября — на Западной Украине произошёл первый случай захвата униатами православного храма — Преображенской церкви во Львове. После встречи М. С. Горбачёва с Иоанном-Павлом II в 1 декабря униатская церковь была легализована, и гонения греко-католиков на православных на Западной Украине многократно усилились[97].
- 31 октября — Великое Национальное Собрание Турции избрало премьер-министра Тургута Озала президентом страны (до 17 апреля 1993 года)[4][5][98].

### Ноябрь
- 1 ноября:
  - Начало вещания 2x2;

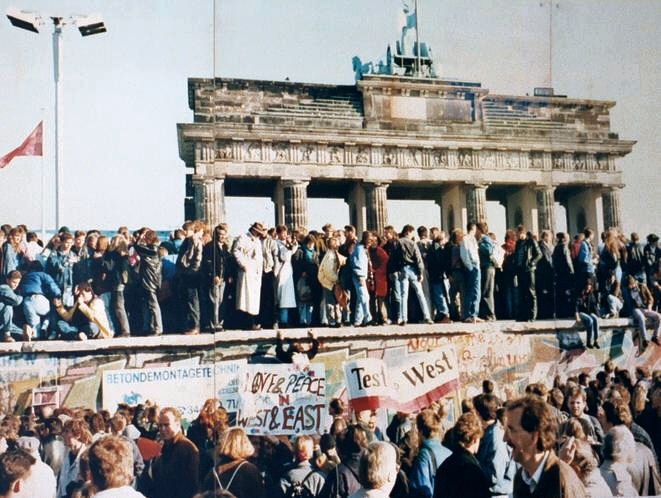
Падение Берлинской стены

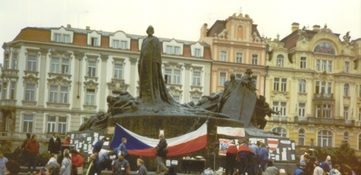
Бархатная революция. Демонстрация в Праге

  - В Никарагуа сандинистский режим президента Даниэля Ортеги нарушил соглашение о прекращении огня с «контрас», которое действовало в течение 19 месяцев[4].
- 3 ноября:
  - В СССР опубликовано сообщение о вводе в строй завершающих объектов на БАМе. С их пуском открылась постоянная эксплуатация магистрали на всём протяжении от Усть-Кута до Тихого океана;
  - В СССР проведён первый валютный аукцион.
- 4 ноября — тайфун Гай[англ.] обрушился на провинцию Чумпхон в Таиланде.
- 5 ноября — в Греции прошли вторые в этом году парламентские выборы (23 ноября принесло присягу правительство, возглавляемое Ксенофоном Золатасом; до 11 апреля 1990 года)[4][65].
- 7 ноября:
  - Беспорядки в Кишинёве, СССР. 10 ноября вторая волна беспорядков[99];
  - В обстановке непрерывных демонстраций, участники которых требовали проведения реформ, ушло в отставку правительство ГДР во главе с Вилли Штофом[94];
  - В США избран первый чернокожий губернатор штата, им стал губернатор Виргинии Дуглас Уайлдер[100].
- 8 ноября — в Иордании прошли первые после 1967 года парламентские выборы.
- 9 ноября:
  - Холодная война: открыта граница между ФРГ и ГДР. 10 ноября власти ГДР начали снос Берлинской стены (построена в 1961 году)[4][5][9][58][101];
  - Фактический руководитель Китайской Народной Республики Дэн Сяопин ушёл в отставку с поста председателя Центрального военного совета КНР[4];
  - В Турции сформировано новое правительство во главе с Йылдырымом Акбулутом (до 23 июня 1991 года)[98].
- 10 ноября — смена власти в Болгарии, ушёл в отставку правивший страной с 1954 года Тодор Живков, его сменил Пётр Младенов (до 6 июля 1990 года)[4][58][101][102].
- 12 ноября — в Бразилии впервые с 1960 года прошли свободные президентские выборы[5].
- 13 ноября — князем Лихтенштейна стал Ханс-Адам II[103].
- 14 ноября — перестройка в СССР: Верховный Совет СССР принял Декларацию о признании незаконными и преступными репрессивных актов против народов, подвергшихся насильственному переселению, и обеспечении их прав.
- 17 ноября:
  - Бархатная революция в Чехословакии. Начало массовых студенческих демонстраций в Праге. К 18 ноября количество демонстрантов выросло до 500 тысяч человек[58];
  - В Сан-Сальвадоре (Сальвадор) вспыхнули бои после того, как отряды повстанцев захватили часть города[4].
- 19 ноября — Распад СССР: Верховный Совет Грузинской ССР декларировал право вето на союзные законы[104].
- 21 ноября — Катастрофа Ан-24 в Советском, погибли 32 человека.
- 22 ноября:
  - На парламентских выборах в Индии правящая партия Индийский национальный конгресс (И), возглавляемая премьер-министром страны Радживом Ганди, утратила большинство в парламенте (2 декабря принесло присягу новое многопартийное правительство во главе с В. П. Сингхом; до 7 ноября 1990 года)[4][105];
  - В Бейруте (Ливан) в результате теракта убит президент страны Рене Муавад. 24 ноября новым президентом страны стал Элиас Храуи (до 24 ноября 1998 года)[4][5][106];
  - 32-й старт (STS-33) по программе Спейс Шаттл. 9-й полёт шаттла Дискавери. Экипаж — Фредерик Грегори, Джон Блаха, Кэтрин Торнтон, Стори Масгрейв, Мэнли Картер. Полёт для министерства обороны США.
- 23 ноября — Грузино-южноосетинский конфликт: поход грузинских националистов на Цхинвали[107].
- 26 ноября:
  - В СССР принят закон о экономической самостоятельности прибалтийских республик[108];
  - Переворот на Коморских Островах. В результате атаки наёмников во главе с Бобом Денаром убит президент страны Ахмед Абдалла, новым главой государства стал Саид Мохаммед Джохар (до 29 сентября 1995 года)[109].
- 27 ноября — боевики из наркокартеля Пабло Эскобара взорвали Boeing 727 компании Avianca, погибли 110 человек.
- 28 ноября — последний в советской истории судебный процесс над диссидентом: Кировский районный суд Свердловска приговорил к трём годам заключения в колонии общего режима самиздатского журналиста Сергея Кузнецова[110].
- 29 ноября — Бархатная революция в Чехословакии: парламент страны отменил статью конституции о руководящей роли КПЧ, на декабрь было назначено проведение свободных парламентских выборов[111].
- 30 ноября — в результате теракта убит глава правления «Дойче банка» Альфред Херрхаузен. Ответственность за убийство взяла на себя группировка «Фракция Красной Армии».

### Декабрь
- 1 декабря:

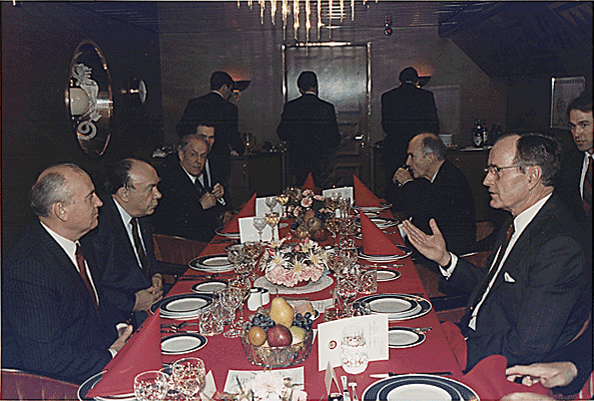
Советско-американский саммит на Мальте

  - В Ватикане прошла встреча советского лидера Михаила Горбачёва с папой римским Иоанном Павлом II. Первая из встреч глав советского и российского государства с главой католической церкви[5][112][113];
  - Холодная война: В ГДР парламент проголосовал за отмену статьи конституции о руководящей роли СЕПГ. 3 декабря в отставку ушли глава СЕПГ Эгон Кренц, Политбюро и ЦК СЕПГ[5][114];
  - В СССР осуществлён запуск космической обсерватории Гранат;
  - На Филиппинах безуспешная попытка военного переворота с целью свержения Корасон Акино (до 9 декабря).
- 2—3 декабря — у берегов Мальты прошла встреча лидеров СССР и США Михаила Горбачёва и Джорджа Буша. По итогам встречи было сделано совместное заявление об окончании «холодной войны» и о новой эпохе в международных отношениях[4][9][115].
- 3 декабря — в ГДР члены Политбюро и Центрального Комитета СЕПГ ушли в отставку после того, как стало известно о тотальной коррупции в руководстве партии и страны (8 декабря против бывшего руководителя партии и государства Эриха Хонеккера выдвинуто обвинение в злоупотреблении служебным положением)[94][116].
- 5 декабря — опубликовано заявление руководителей Болгарии, Венгрии, ГДР, Польши и СССР о том, что предпринятый в 1968 году ввод войск их государств в Чехословакию явился вмешательством во внутренние дела суверенной Чехословакии и должен быть осуждён[4][117].
- 6 декабря — расстрел в Политехнической школе Монреаля. 15 человек убито, 14 ранено.
- 9 декабря — в СССР возобновлён выпуск деловой газеты Коммерсантъ.
- 10 декабря:
  - В отставку ушёл президент Чехословакии Густав Гусак[5][118];
  - В Улан-Баторе прошла первая демонстрация в поддержку демократизации.
- 12 декабря — в СССР открылся II Съезд народных депутатов СССР (до 24 декабря). По докладу А. Н. Яковлева съезд осудил пакт Молотова — Риббентропа (1939 года). Были осуждены также ввод советских войск в Афганистан и применение военной силы в Тбилиси 9 апреля 1989 года[4][9][58][119][120].
- 13 декабря — в СССР основана Либерально-Демократическая партия Советского Союза — предшественница современной ЛДПР[121]. Поскольку запрет на многопартийность был отменен в СССР только в марте 1990 года, партия существовала первые несколько месяцев нелегально. 12 апреля 1991 года зарегистрирована Министерством юстиции СССР.
- 14 декабря — в Чили впервые с 1973 года прошли свободные президентские выборы. Победу одержал христианский демократ Патрисио Эйлвин (вступил в должность 11 марта 1990 года)[4].
- 15 декабря — Инцидент с Boeing 747 над Редаутом.
- 16 декабря — Национал-демократическая революция в Румынии. В Тимишоаре армейские части, открыв огонь по демонстрантам, убили, по официальным данным, около 100 человек[4][58].
- 17 декабря:
  - Во втором туре президентских выборов в Бразилии победу одержал Фернанду Колор ди Мелу (вступил в должность 15 марта 1990 года)[4][5];
  - Телепремьера первой серии Симпсонов как самостоятельного мультсериала.
- 19 декабря — решение о выходе Компартии Литвы из КПСС[58][122].
- 20 декабря — Николае Чаушеску ввел чрезвычайное положение в Румынии в связи с революцией[58].
- 20—24 декабря — Вторжение США в Панаму. В качестве повода США предъявили действующему президенту Панамы генералу Норьеге обвинение в причастности к торговле наркотиками[4].
- 22 декабря:
  - Национал-демократическая революция в Румынии. Армейские части перешли на сторону участников антиправительственных демонстраций и свергли президента Чаушеску. 25 декабря Николае и Елена Чаушеску арестованы военными и после состоявшегося суда в тот же день расстреляны. Государство возглавил Ион Илиеску (до 29 ноября 1996 года)[5][123][124].
  - В Берлине прошла церемония открытия Бранденбургских ворот[4].
- 24 декабря — учрежден чрезвычайный военный трибунал Румынии для суда над четой Чаушеску[125].
- 25 декабря — расстрел Николае и Елены Чаушеску.
- 26 декабря — в Румынии Фронт национального спасения сформировал временное правительство.
- 27 декабря — Египет и Сирия восстановили дипломатические отношения в полном объёме[4].
- 28 декабря — Румыния первой из стран Восточной Европы и бывших членов Организации Варшавского договора запретила Коммунистическую партию.
- 29 декабря:
  - Президентом Чехословакии стал Вацлав Гавел (до 20 июля 1992 года)[5][9][58][118][123];
  - Социалистическая Республика Румыния изменила название на Румыния[123];
  - Волнения в Гонконге после решения о принудительной высылке вьетнамских беженцев.
- 30 декабря:
  - Польская Народная Республика изменила название на Республика Польша[70][123];
  - Во время высадки пассажиров в Ханларском районе (Азербайджанская ССР) опрокинулся вертолёт Ми-8. Ударами лопастей несущего винта было убито 8 пассажиров и 4 встречающих[126].
- 31 декабря — СССР. Массовые беспорядки в Нахичевани, разрушены сотни километров оборудования советско-иранской границы[4].

### Без точных дат
- В СССР волна забастовок в различных регионах и отраслях.
- В СССР основана музыкальная группа На-на.
- СССР признан американской правозащитной организацией Freedom House частично свободной страной (до этого назывался «несвободной страной»).
- В Дании законодательно расширены права однополых пар.
- В США компания Toyota начала продажи автомобилей представительского класса под новым брендом Lexus.
- В США компания Microsoft представила первый выпуск Microsoft Office.
- В США выпущено новое исправленное стандартное издание Библии.
- На Тайване основана компания Zyxel.
- Во Франции группа Kaoma записала песню Ламбада.
- В Японии начато производство семейства автомобилей Subaru Legacy.
- В США основана музыкальная металлическая группа Marilyn Manson.
- Началось издание газеты СПИД-Инфо.

### Продолжающиеся события
- Холодная война
- Перестройка в СССР
- Гражданская война в Бирме
- Гражданская война в Гватемале
- Война за независимость Эритреи
- Первая гражданская война в Чаде
- Война в Западной Сахаре
- Гражданская война в Эфиопии
- Кампучийско-вьетнамский конфликт
- Гражданская война в Ливане
- Гражданская война в Анголе
- Война в Восточном Тиморе
- Гражданская война в Мозамбике
- Ачехский конфликт
- Афганская война
- Гражданская война в Сальвадоре
- Гражданская война в Никарагуа
- Вторая гражданская война в Судане
- Гражданская война на Шри-Ланке
- Турецко-курдский конфликт
- Первая палестинская интифада
- Карабахский конфликт
- Гражданская война в Сомали
- Мавритано-сенегальский пограничный конфликт
- Первая гражданская война в Либерии
- Гражданская война в Афганистане
- Конфликт в Индийском Кашмире
- Грузино-южноосетинский конфликт
- События на площади Тяньаньмэнь (1989)

## Персоны года
Человек года по версии журнала Time — Михаил Горбачёв, Генеральный секретарь ЦК КПСС («Человек десятилетия»).

## Родились
См. также: Категория:Родившиеся в 1989 году

### Январь
- 3 января — Аяка Умэда, японский идол, певица и актриса.
- 9 января — Нина Добрев, канадская актриса, певица, фотомодель и гимнастка.
- 12 января — Аксель Витцель, бельгийский футболист, полузащитник клуба «Зенит» (Санкт-Петербург) и сборной Бельгии.
- 13 января — Александр Головин, российский актёр театра и кино.
- 15 января — Алексей Черепанов, российский хоккеист, чемпион мира в составе юниорской сборной России (2007), бронзовый призёр чемпионата России (ум. в 2008)
- 25 января — Александр Петров, российский актёр театра и кино.
- 28 января — Бруно Массо, французский, немецкий фигурист выступающий в парном катании; олимпийский чемпион в спортивных парах (2018 год) и чемпион мира (2018 год).

### Февраль
- 7 февраля
  - Алла Михеева, российская актриса и телеведущая.
  - Айзея Томас, американский баскетболист.
- 12 февраля — Александр Соколовский, российский актёр театра и кино.
- 16 февраля — Элизабет Олсен, американская киноактриса.
- 23 февраля — Эван Бейтс, американский фигурист выступающий в танцах на льду, олимпийский чемпион в командных соревнованиях (2022), двукратный чемпион мира (2023, 2024), многократный чемпион мира в команде, трёхкратный чемпион четырёх континентов (2019, 2020, 2023), многократный чемпион США.
- 24 февраля — Юха Метсола, финский хоккейный вратарь, воспитанник клуба «Ильвес».

### Март
- 1 марта — Агата Муцениеце, латвийская актриса и модель.
- 2 марта — Тоби Алдервейрелд, бельгийский футболист, защитник клуба «Аль-Духаиль».
- 5 марта
  - Джейк Ллойд, американский актёр.
  - Стерлинг Найт, американский актёр, гитарист, комик и певец.
- 18 марта — Лили Коллинз, англо-американская актриса и фотомодель.
- 20 марта — Ксавье Долан, канадский актёр, режиссёр, сценарист, продюсер, монтажёр и художник.
- 21 марта — Жорди Альба, испанский футболист, защитник клуба «Барселона» и национальной сборной Испании.

### Апрель
- 2 апреля
  - Дарья Урсуляк, российская актриса кино и театра.
  - Ева Бушмина, украинская певица, актриса и телеведущая, бывшая солистка группы «ВИА Гра» (2010—2012).
- 5 апреля — Лили Джеймс, британская актриса.
- 7 апреля — Юлия Самойлова, российская певица.
- 22 апреля — Яспер Силлессен, нидерландский футболист, вратарь клуба «Валенсия».
- 27 апреля — Марта Хант, американская топ-модель.

### Май
- 5 мая — Крис Браун, американский певец и актёр.
- 10 мая — Линдси Шоу, американская актриса.
- 16 мая — Бехати Принслу, намибийская модель.
- 17 мая — Тесса Вертью, канадская фигуристка, выступающая в танцах на льду: олимпийская чемпионка в команде (2018 год), двукратная олимпийская чемпионка в личном первенстве (2010 и 2018 годы), неоднократная чемпионка мира и четырёх континентов.
- 29 мая — Райли Кио, американская актриса и модель.

### Июнь
- 3 июня — Имоджен Путс, английская актриса.
- 18 июня
  - Рени Олстэд, американская певица и киноактриса.
  - Амори Вассили, французский оперный певец.
- 27 июня — Мэттью Льюис, английский актёр, наиболее известный ролью Невилла Долгопупса в фильмах о Гарри Поттере.

### Июль
- 1 июля
  - Даниель Риккардо, австралийский гонщик.
  - Ханна Мюррей, британская актриса.
- 2 июля
  - Денис Ткачук, российский футболист, полузащитник клуба «Нижний Новгород».
  - Надежда Гришаева, российская баскетболистка, выступающая за ЖБК «Динамо» и национальную команду России.
- 3 июля — Анна Андрусенко, российская актриса театра и кино.
- 5 июля — Деян Ловрен, хорватский футболист, защитник клуба «Зенит».
- 12 июля
  - Фиби Тонкин, австралийская актриса и модель.
  - Полина Максимова, российская актриса театра и кино, телеведущая.
- 16 июля — Гарет Бейл, валлийский футболист, игрок испанского клуба «Реал Мадрид» и национальной сборной Уэльса.
- 18 июля — Дмитрий Соловьёв, российский фигурист выступающий в танцах на льду; олимпийский чемпион в команде (2014 год), европейский чемпион (2013 год).
- 20 июля — Юрий Газинский, российский футболист, полузащитник клуба «Краснодар» и сборной России.
- 21 июля
  - Джуно Темпл, британская актриса.
  - Рори Калкин, американский актёр.
- 23 июля — Дэниел Редклифф, британский актёр.
- 31 июля — Виктория Азаренко, белорусская теннисистка, экс-первая ракетка мира в одиночном разряде.

### Август
- 1 августа — Дмитрий Кагарлицкий, российский хоккеист, нападающий клуба «Ак Барс».
- 10 августа — Брентон Туэйтс, австралийский киноактёр.
- 14 августа — Андер Эррера, испанский и баскский футболист.
- 15 августа — Джо Джонас, американский певец, музыкант, актёр и танцор.
- 21 августа — Хайден Панеттьери, американская певица и киноактриса.
- 28 августа
  - Сесар Аспиликуэта Танко, испанский футболист.
  - Валттери Боттас, финский гонщик.

### Сентябрь
- 1 сентября
  - Артур Юсупов, российский футболист.
  - Братья Билл и Том Каулицы, музыканты группы Tokio Hotel.
  - Дэниел Старридж, английский футболист, нападающий.
- 2 сентября — Зедд, немецкий музыкант, диджей и продюсер.
- 5 сентября — Кэт Грэм, американская актриса, певица, модель, музыкальный продюсер и танцовщица.
- 8 сентября — Авичи, шведский диджей и музыкальный продюсер (ум. 2018).
- 13 сентября — Томас Мюллер, немецкий футболист, выступающий за мюнхенский клуб «Бавария» и сборную Германии.
- 14 сентября — Джимми Батлер, американский баскетболист, олимпийский чемпион.
- 21 сентября — Джейсон Деруло, американский певец, автор песен, актёр, музыкант и танцор.

### Октябрь
- 1 октября — Бри Ларсон, американская киноактриса и певица, лауреат премии «Оскар».
- 4 октября
  - Дакота Майи Джонсон, американская актриса, модель.
  - Аристарх Венес, российский актёр театра и кино.
- 10 октября — Юлия Маслаченко, российская журналистка и телеведущая.
- 14 октября — Миа Васиковска, австралийская актриса.
- 23 октября — Андрей Ярмоленко, украинский футболист.

### Ноябрь
- 12 ноября — Асиль Омран, саудовская певица.
- 19 ноября — Tyga, американский рэпер.
- 20 ноября — Сергей Полунин, российский и украинский артист балета.

### Декабрь
- 5 декабря — Юлия Лежнева, российская оперная певица.
- 7 декабря — Николас Холт, британский актёр.
- 13 декабря — Тейлор Свифт, американская певица.
- 18 декабря — Эшли Бенсон, американская киноактриса.

## Скончались
См. также: Категория:Умершие в 1989 году
- 31 июля — Харрингтон, Майкл[англ.] (1928—1989) — североамериканский политический теоретик, профессор политологии, демократический социалист, активист, публицист, основатель организации Демократические социалисты Америки, внесён в Британскую энциклопедию[127].

## Нобелевские премии
- Физика — Норман Рамзей — «За изобретение метода раздельных колебательных полей и его использование в водородном мазере и других атомных часах», Ханс Демельт и Вольфганг Пауль — «За разработку метода удержания одиночных ионов».
- Химия — Сидни Олтмен, Томас Чек — «За открытие каталитических свойств рибонуклеиновых кислот».
- Медицина и физиология — Джон Майкл Бишоп, Харолд Вармус — «За открытие клеточной природы ретровирусных онкогенов».
- Экономика — Трюгве Ховельмо — «За его разъяснения в основах теории вероятностей и анализ одновременных экономических структур».
- Литература — Камило Хосе Села — «За выразительную и мощную прозу, которая сочувственно и трогательно описывает человеческие слабости».
- Премия мира — Далай-лама XIV (Тензин Гьяцо) — «За неустанную проповедь добросердечия, любви и терпимости в отношениях между отдельными людьми, сообществами и народами».